# Teatro Popular de Gotemburgo
O Teatro Popular de Gotemburgo (em sueco Folkteatern) é um teatro da cidade sueca de Gotemburgo.
Foi inaugurado em 1952 na Praça Järntorget, e está intimamente ligado ao Movimento Operário Sueco.
O teatro dispõe  de três salões:
- O Grande Salão (Stora scenen)  com 400 lugares, utilizado para peças contemporâneas suecas
- O Pequeno Salão (Lilla scenen)  com 60 lugares, destinado a produções de formato menor
- O Salão Infantil (En trappa ner) para dramatizações de obras de literatura infantil